# Alouatta guariba clamitans
El carayá colorado austral (Alouatta guariba clamitans), también llamado comúnmente guaribá austral, carayá pardo austral, o carayá marrón austral, es una de las subespecies en que se divide la especie Alouatta guariba, un tipo de platirrino perteneciente a la familia Atelidae. Esta subespecie habita en selvas y bosques húmedos, del este de América del Sur. Vive en grupos de 2 a 11 individuos.

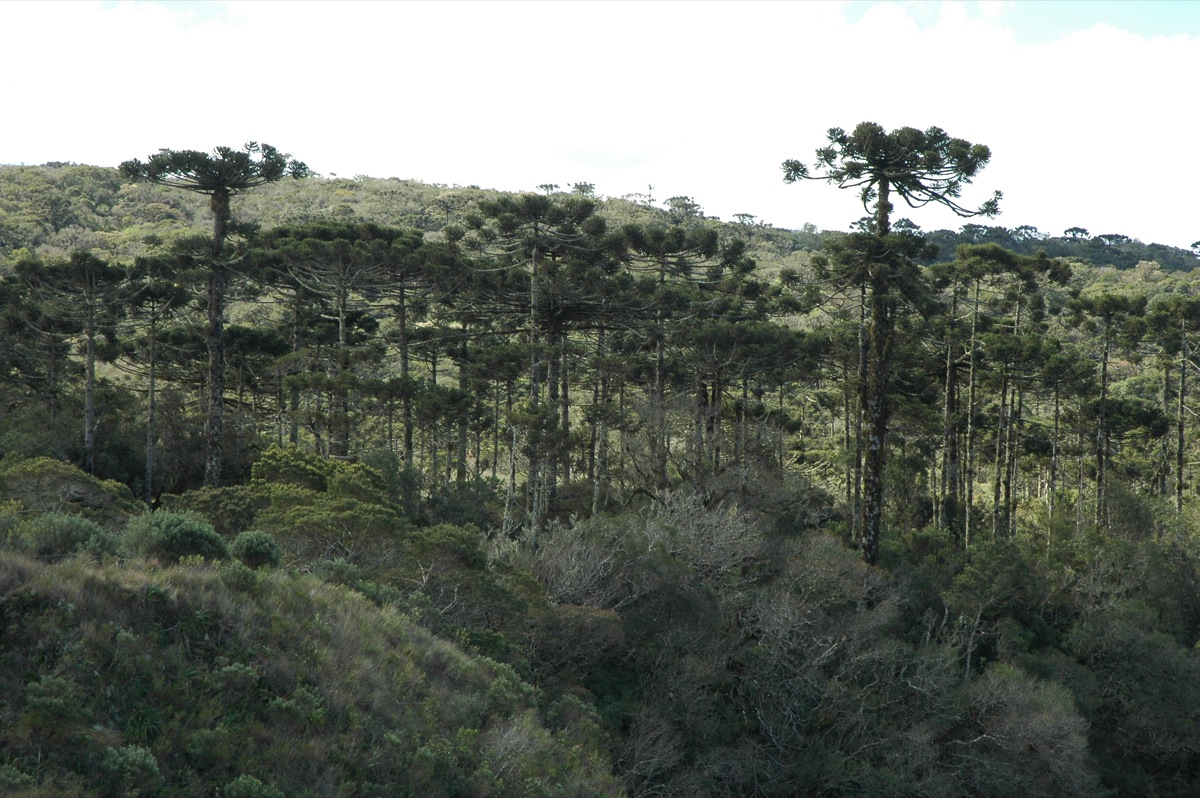
Selva con araucaria en el parque nacional de Recortados de la Sierra, distrito fitogeográfico Planaltense; el hábitat de este taxón.

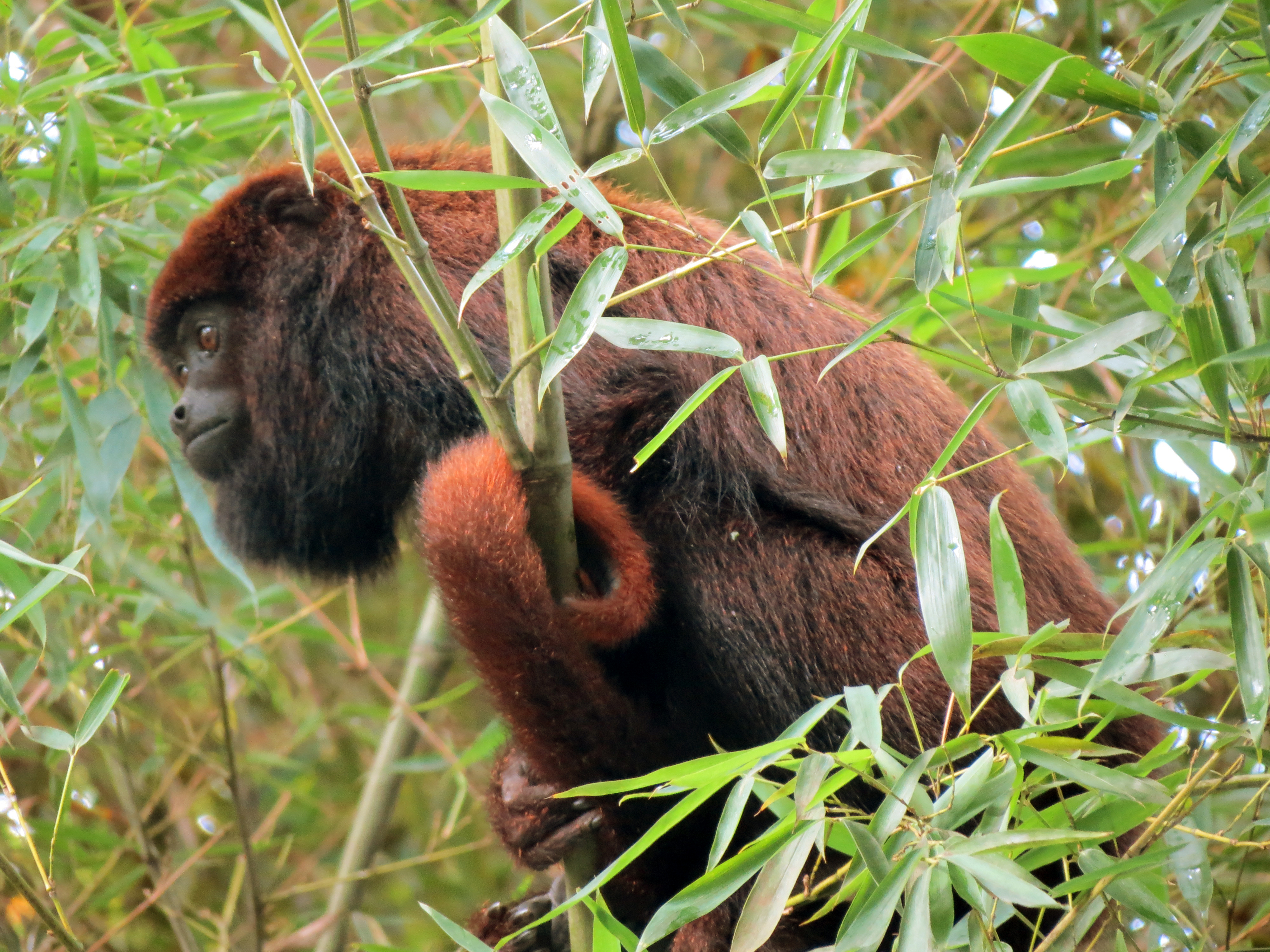
Un ejemplar de esta subespecie.

## Distribución y hábitat
Se extiende por la selva Atlántica del interior, o selva Paranaense. Habita en todos los estados del sur del Brasil desde el extremo sur de los estados de Río de Janeiro y Minas Gerais, pasando por São Paulo, Paraná, Santa Catarina, hasta el centro de Río Grande do Sul; así como también en el extremo noreste de la Argentina, en las selvas serranas del este de la provincia de Misiones, en especial en las dominadas por el pino paraná (Araucaria angustifolia), las que se incluyen en el distrito fitogeográfico Planaltense de la provincia fitogeográfica Paranaense. No cuenta con registros provenientes del Paraguay.

## Taxonomía
Constituye el taxón más austral de los dos que integran una especie de geonemia mayor. Ambos taxones subespecíficos se mantuvieron en esa condición por largo tiempo, hasta que fueron elevados al nivel de especies plenas, pero esta opción aún no ha sido aceptada por la comunidad científica.